# Жан Максимилијан Ламарк
Жан Максимилијан Ламарк (фр. Jean Maximilien Lamarque; 22. јул 1770 — Париз, 1. јун 1832) био је француски командант за време Наполеонових ратова, који је касније постао члан француског парламента. Ламарк је служио у многим Наполеоновим кампањама. Посебно је био познат по томе што је заузео британски Капри и поразио краљевске снаге у Вендеји 1815. године. Ова друга кампања је добила велике похвале од Наполеона, који је рекао да је Ламарк чини чуда, па чак и надмашује моје наде.
Након враћања Бурбона на власт, Ламарк је постао отворени противник враћања Старог режима. Свргавањем Бурбона у Јулској револуцији, 1830. године, он је заповедао снагама чија је улога била да потисну све побуне бурбонских присталица, познатих као легитимисти.
Међутим, убрзо је постао водећи критичар нове уставне монархије Луја Филипа I, тврдећи да она није подржала људска права и политичку слободу. Такође, залагао се за подршку Француске у борби за независност у Пољској и Италији. Ламаркови ставови су га учинили популарном фигуром. Његова смрт је била катализатор париске Јунске побуне из 1832. године, која је послужила као позадина за догађаје приказане у роману Јадници Виктора Игоа.

## Биографија
Рођен у Сент-Северу, у департману Ланд, Ламарк је био члан моћне и утицајне породице. Његов отац Жозеф Петер Ламарк (1733–1802) био је адвокат и сеншал (гувернер) Сент-Севера. Његов ујак Жан-Жак Ламарк (1737–1809) био је директор теолошког факултета и био је прогоњен током Јакобинске диктатуре. Ламарков отац је изабран у трећи сталеж на Скупштини сталежа 1789. године и положио је Тениску заклетву. Постао је члан Уставотворне Народне скупштине.
Ламарк се придружио свом оцу у Паризу и пришао војсци 1791. године. Био је укључен у ране револуционарне и противверске активности. Био је члан батаљона који је уништио и онда спалио катедралу Вабре, након што је уклонио мермерни олтар како би саградио споменик недавно убијеном Жану Полу Мари. Године 1793. био је у Четвртом волонтерском батаљону Ланда.

### Револуционарни ратови
Главни чланак: Француски револуционарни ратови
Унапређен је у поручника 3. априла 1793. године, а до маја је био капетан гренадира, суделујући у злогласним colonne infernale (пакленим колонама) коју је предводио први гренадир Француске, Теофил Мало Коре де ла Тур д'Оверн, у војсци Западних Пиринеја. Истакао се у јулу 1794. успешним узимањем Хондарибије, коју је бранило 1700 људи, малом силом. Још једном је унапређен и пребачен у војску Рајне. Учествовао је и истакао се у биткама из 1800. године: код Енгена (3. маја), Мескирха (5. јуна), Хехштета на Дунаву (19. јуна) и Хоенлиндена (3. децембра). У последњој акцији био је толико успешан да га је генерал Моро препоручио Наполеону да добије чин бригадног генерала.

### Под Наполеоном
Главни чланак: Наполеонови ратови
Када је Наполеон преузео власт, Ламарк је служио у Наполеоновој војсци. Борио се у бици код Аустерлица, затим је следио маршала Масену како би подржао Жозефа Бонапарту у Италији и учествовао је у опсади Гаете. Жозеф Бонапарта је именовао Ламарка за свог начелника штаба 1807. године, у чину генерал-мајора. Када је Жоашен Мира преузео команду од Жозефа Бонапарте, Ламарк је послат да учврсти своју позицију заузевши Капри од Британаца којима је командовао Хадсон Лоув. У храбром нападу, Ламарк је изненадио Британце и, након тешке борбе, успео да заузме острво.
У Италији је водио једну од шест армија под командом Наполеоновог усвојеног сина Ежена де Боарнеа. У Лобауу, као члан Велике армије под Наполеоном, учествовао је у бици код Ваграма, током које су четири коња упуцана док их је јахао. Године 1810. унапређен је у барона Првог француског царства. Након тога је пребачен у Шпанију како би подржао Жозефа Бонапарту, ког је брат поставио за краља Шпаније, али је, због бунтовних Шпанаца и Британаца под командом војводе од Велингтона, полако био присиљен да се повуче.
Када је Наполеон 1814. прогнан у Елбу, Ламарк му је остао одан, а током рата Седме коалиције, служио је у царској војсци. Док је Наполеон марширао на Белгију како би се сукобио са британским и пруским војскама, Ламарк је заповедао дивизијом од десет хиљада људи против устанка ројалиста у Вандеји под генералом Кануелом. Ламаркуе је у бици код Рошсервера победио устанике, али победа је поништена Наполеоновим поразом у бици код Ватерлоа. Наполеон је касније похвалио Ламаркове напоре: Ламарк, кога сам послао тамо на врхунцу кризе, чинио је чуда, па чак и надмашио моје наде.

### После Наполеона
Главни чланак: Јулска монархија
После Ватерлоа, Наполеон је поново прогнан из Француске. Ламарк је, такође, отишао у изгнанство, али се вратио 1818. године и постао политички активан као левичар. Током тог периода, он је трошио свој новац на куповину земљишта и модерне пољопривредне опреме како би трансформисао земљиште Ланда, уљудио пејзаж и повећао продуктивност. Био је снажан заговорник пољопривредне реформе и стратешких инвестиција за подршку економији. Године 1828. изабран је у Представнички дом да заступа департман у Ланду. Тамо је Ламарк био популарни представник левичарских фракција које су се супротстављале Бурбонима и њиховим присталицама (легитимистима).
После Јулске револуције, 1830. године, добио је команду над војним снагама како би потиснуо легитимистичке устанке против нове, Јулске монархије, Луја Филипа. Луј Филип га је 21. августа 1830. одликовао Националним орденом Легије части. Наставио је да подржава либералне идеје, које је промовисао у својим списима. Такође је био познат по својим јаким нападима на покушаје Русије да поткопа уставне слободе Пољске. Након избијања побуне у Пољској, Ламарк је заговарао француску подршку побуњеницима. 1831. Џон Стјуарт Мил се жалио да је генерал Ламарк дао још један од својих жестоких подстицаја рату. Ламаркова одбрана уставних слобода у Пољској и Италији била је веома популарна у Француској. Чарлс Алан Фифе је тврдио да је велики део француске нације сматрао да је Луј Филип издао идеју слободе: то је био неопростив прекршај Луја Филипа против части Француске, да је дозволио Пољској и Италији да подлегну без повлачења мача против њихових освајача.

### Смрт и Јунска побуна
Године 1832. у Француској је дошло до епидемије колере, којом се заразио и Ламарк. Према историчару Марку Труготу, када је популарни Ламарк погођен болешћу, страх и огорчење због претњи физичком и економском благостању становништва достигли су критичну фазу. Умро је 1. јуна 1832. године. Због Ламарковог статуса хероја републиканских и Наполеонових ратова, његова смрт је убрзала немире у Паризу. Дана 5. јуна велика група је пратила његову погребну поворку, која се прво зауставила на тргу Вандом из поштовања према колони у спомен Велике армије. Како се кретала дуж оближњег булевара, вапили су: Доле Луј Филип, живела Република! Група студената је преузела контролу над кочијом која је носила ковчег. Процесија је преусмерена на трг Бастиље где су одржани говори у корист Републике. Када је члан групе виђен како маше црвено-црном заставом са натписом Слобода или Смрт, гомила се побунила, а пуцњи су размењени са владиним трупама. Маркиз де Лафајет, који је одржао говор у славу Ламарка, позвао је на смирење, али се неред распршио.
Нереде (5. и 6. јуна) изазвали су и бонапартисти и републиканци и довели су до покушаја побуне познате као Јунска побуна. Потиснута је од стране војске и Националне гарде; процењује се да их је 800 убијено или рањено током сукоба. Иако је насиље избило након Ламаркове сахране, историчари сматрају тај догађај једноставно погодним изговором за побуњенике. Постојале су константна незадовољства, посебно јака међу републиканцима, који су сматрали да су просули своју крв на барикадама 1830. године, да би њихову револуцију украо круг опортуниста који су успели да доведу Луја Филипа за краља. Устанак је био кратког даха и није се проширио изван Париза.

#### УЈадницима
Главни чланак: Јадници

У роману Јадници Виктора Игоа налази се измишљени приказ кратког устанка који је уследио након смрти генерала Ламарка. У Јадницима, Иго види Ламарка као владиног заступника сиромашних. Иго каже да је Ламарк вољен од народа јер је прихватио шансе које нуди будућност, вољен од руље јер је служио цару добро. Иго приказује Ламарка као амблем француског поноса и части: 
 Уговоре из 1815. је схватао као неку личну увреду. Мрзео је Велингтона са директном мржњом која је задовољавала масе; и седамнаест година, једва обраћајући пажњу на посредне догађаје, величанствено и константно је туговао због Ватерлоа. У својим самртним мукама, у свом последњем часу, пригрлио је на своје груди мач који су му службеници рата Седме коалиције дали. Наполеон је умро изговарајући реч armée, Ламарк изговарајући реч patrie - домовина. 
 Устанак је неуспешан у роману, као што је био и у историји, али је романтизован, како у роману, тако и у потоњим филмским, радио и позоришним адаптацијама.

## Књижевна дела
Током свог првог изгнанства у Белгији и Холандији, Ламарк се посветио књижевности и превођењу на француски стихове песме Осијан од Џејмса Макферсона. У предговору описује културу древних каледонаца и анализира осијанске песме у светлу романтичарских идеја, упоређујући их са Вергилијем, Тасом, Милтоном и Хомером. Објавио је и Одбрану генерала Максимилијана Ламарка, оправдавајући своје поступке.
Током залагања за пољопривредну реформу, Ламарк је објавио Мемоаре о предности навигационог канала паралелног Адуру (1825) у којој је нагласио потребу за стратешким инвестицијама и критиковао краткорочно тражење добити. Ламарк је веровао да ће канал у земљи који повезује Гарону и Адур донети дугорочне економске користи.
Ламарк је, такође, објавио извештаје о својој војној каријери и политичким идејама. Он је написао суштински одговор на записе Симона Кануела о Вендеовој побуни из 1815. године. Кануел је био заповедник ројалистичких армија, које је Ламарк поразио. Његову аутобиографију, Мемоари и успомене, уредила је и објавила његова породица 1835. Његова анализа британских војних формација у делу Нека запажања о вежбама енглеских трупа објављена је у делу барона Жушероа де Сен Дени, Британска армија: маневри пешадије (1828).